# ئی‌ام‌دی اس‌دی۴۰-۲
ئی‌ام‌دی اس‌دی۴۰–۲ (انگلیسی: EMD SD40-2) یک لوکوموتیو دیزلی ساخت شرکت جنرال موتورز الکترو-موتیو دیویژن بوده است.
این لوکوموتیو که مابین سال‌های ۱۹۷۲ تا ۱۹۸۹ تولید می‌شده دارای ۱۶ سیلندر و ۳۰۰۰ اسب بخار قدرت بوده است.

## نگارخانه

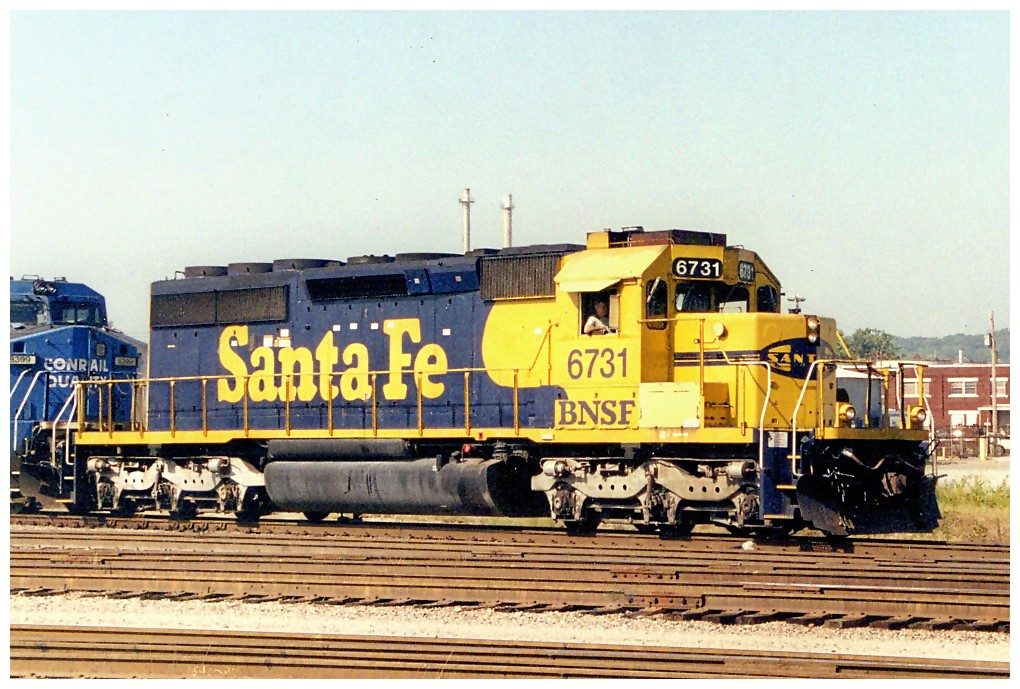
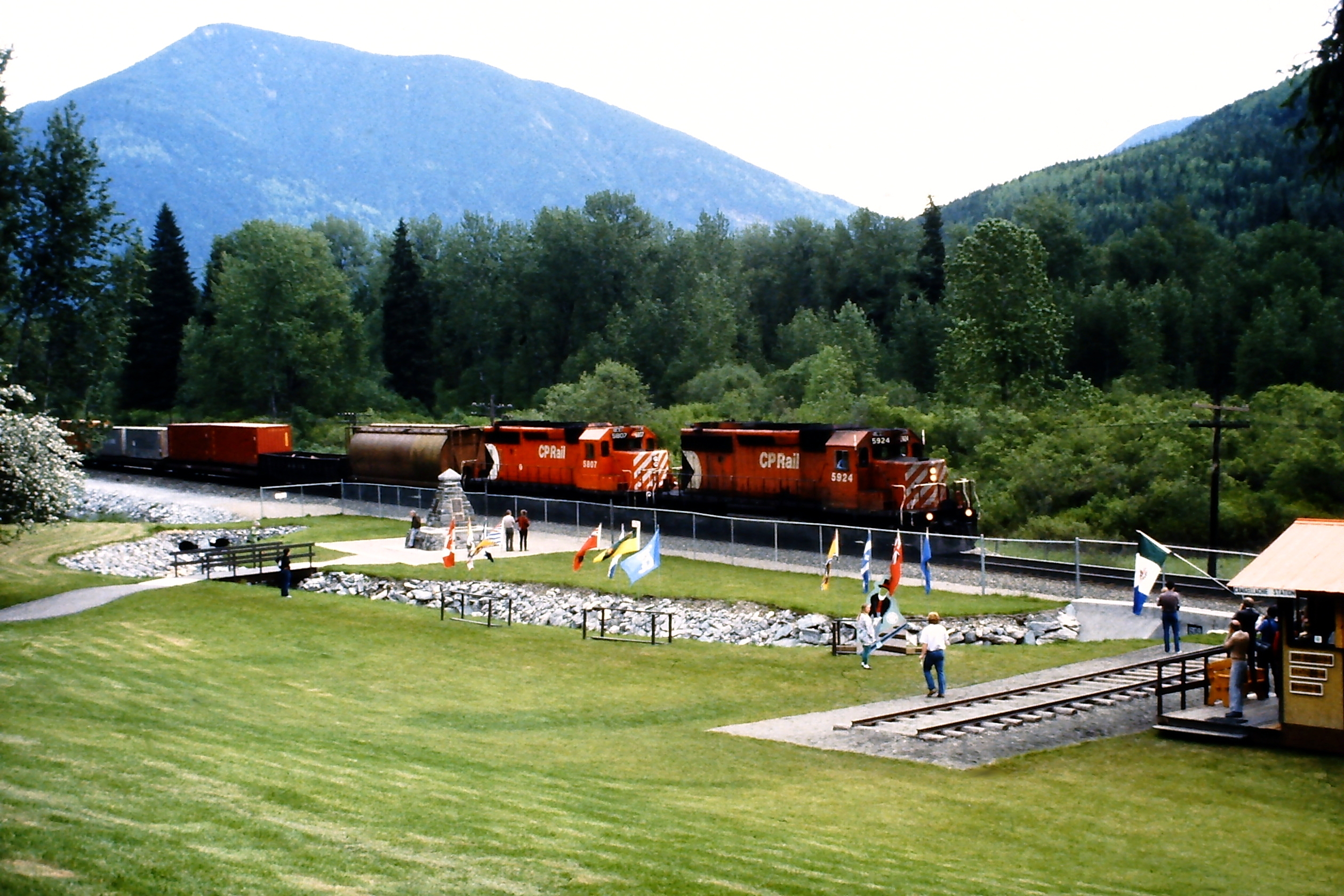
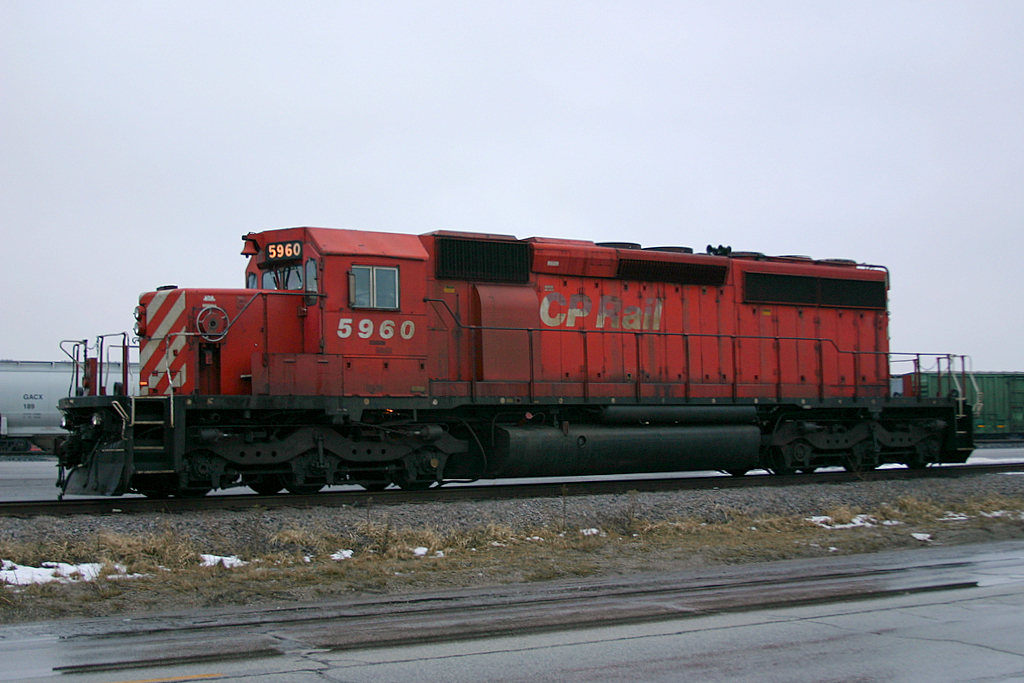
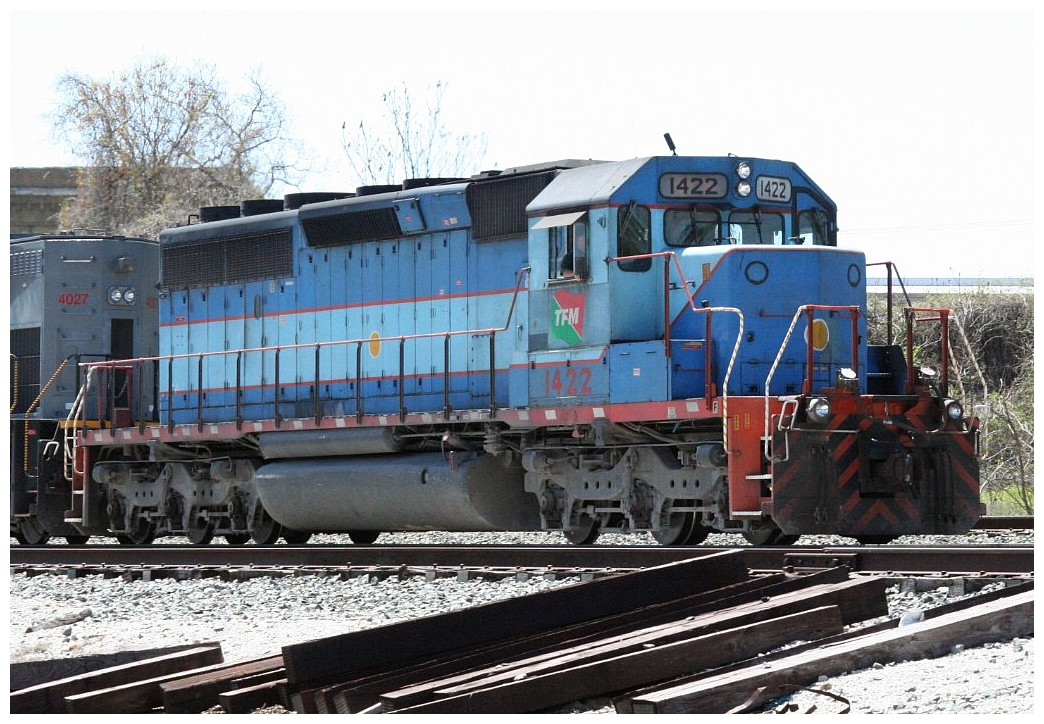
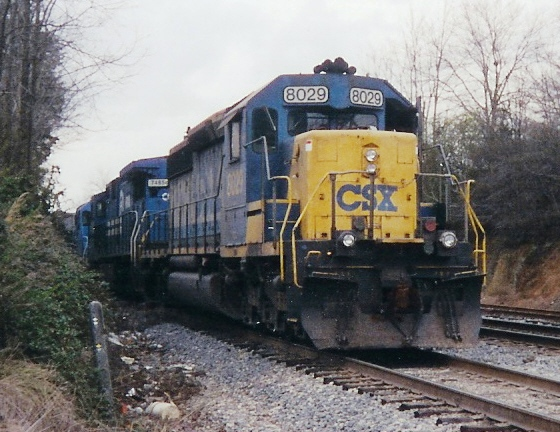
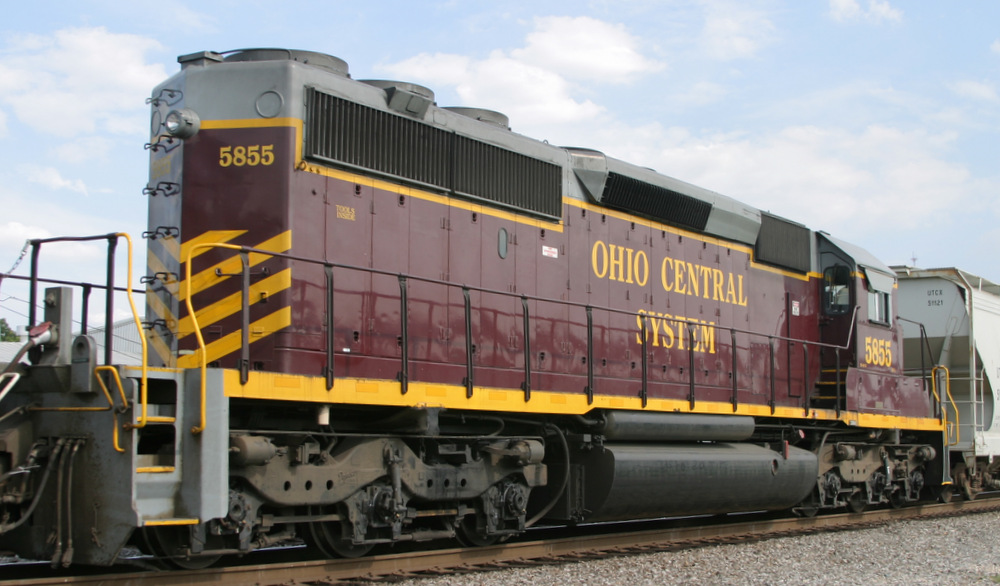
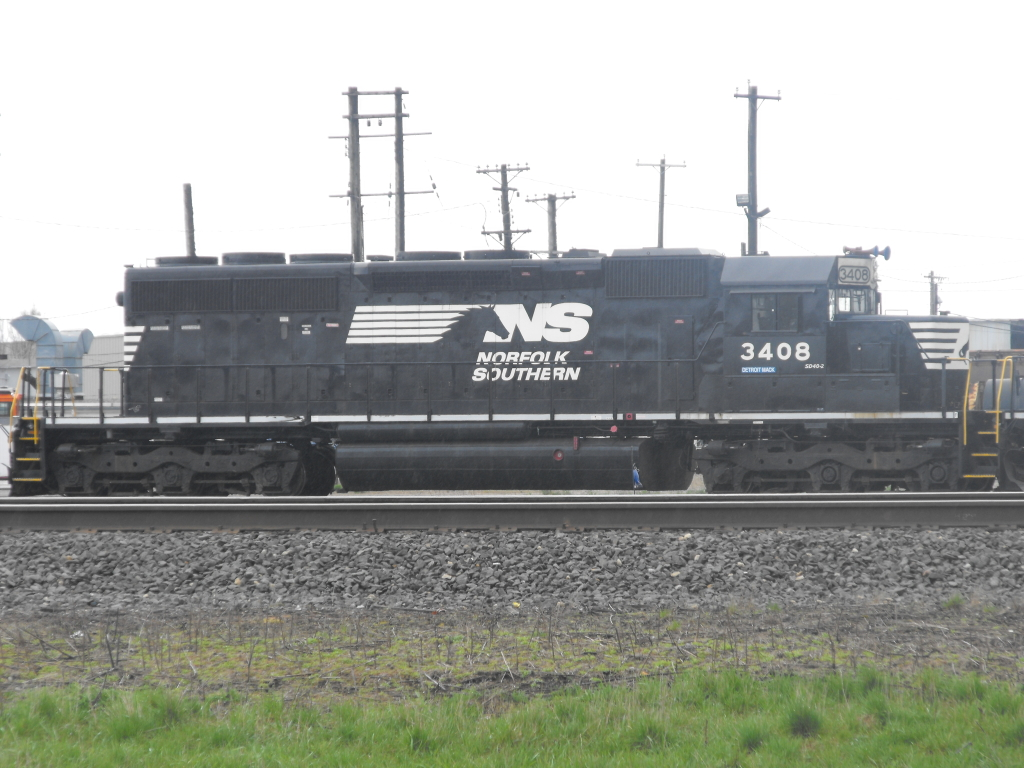